# Grant Langston
Grant Langston (Durban, 17 juni 1982) is een Zuid-Afrikaans voormalig motorcrosser.

## Carrière
Langston debuteerde in het Wereldkampioenschap motorcross in 1998, op een Kawasaki. In 1999 eindigde hij als tiende in de eindstand. Dit leverde hem een contract op met KTM. Na een zware strijd met concurrent James Dobb behaalde hij de wereldtitel in 2000.
In 2001 besloot Langston om zijn carrière verder te zetten in de Verenigde Staten. In 2003 werd hij kampioen in de Nationals 125 cc. Hij won ook in de Supercross in 2005 en 2006. In 2007 werd Langston kampioen in de outdoor Nationals bij de 450 cc op Yamaha.
Langston's carrière kwam tot een abrupt einde toen er begin 2008 een tumor werd ontdekt achter zijn oog. Hij probeerde terug te keren in de sport, maar werd gedwongen te stoppen. Langston woon tegenwoordig in Perris, Californië.

## Palmares
- 2000: Wereldkampioen 125cc
- 2003: AMA National kampioen 125cc
- 2005: SX East Coast kampioen 125cc
- 2006: SX West Coast kampioen 125cc
- 2007: AMA National kampioen 450cc

| 1 | 1999 | Duitsland       | Hänchen           |
| 2 | 2000 | Nederland       | Valkenswaard      |
| 3 | 2000 | Europa (België) | Spa-Francorchamps |
| 4 | 2000 | Slovenië        | Orehova vas       |
| 5 | 2000 | Oostenrijk      | Launsdorf         |
| 6 | 2000 | Nederland       | Berghem           |
| 7 | 2000 | Finland         | Heinola           |